# Robert Lonsdale
Robert Lonsdale (* 2. November 1983 in Marsden) ist ein britischer Schauspieler. 

## Leben und Karriere
Lonsdale stammt aus Marsden in West Yorkshire bei den südlichen Pennines. Dort begann er, im Alter von acht Jahren mit der Schauspielgruppe Marsden Amateur Operatic and Dramatic Society aufzutreten. Er nahm an Workshops des Lawrence Batley Theatre in der nahegelegenen Großstadt Huddersfield, dem Jugendtheater in Oldham und der Schauspielgruppe der Colne Valley High School teil. Nachdem er einen Agenten in Manchester erhielt, erlangte er mit 19 Jahren erste Episodenrollen, beginnend mit Coronation Street 2002. Später nahm er weiteren Schauspielunterricht an der Academy of Live and Recorded Arts, wo er 2008 mit einem Bachelor abschloss. In dem Jahr war er einer der Gewinner des Förderpreises Carleton Hobbs Bursary, wodurch er einen Vertrag der BBC Radio Company erhielt. Von da an trat er regelmäßig im Radio, Fernsehen und Theater auf.
2013/2014 spielte Lonsdale in seinem ersten Musical, der neuen Adaption von Verdammt in alle Ewigkeit, die Hauptrolle Private Prewitt. Das Lied Fight the Fight aus dem Soundtrack veröffentlichte er auch als Single. Für die Rolle wurde er von Kritikern lobend hervorgehoben und erhielt eine Nominierung für einen Whats on Stage Award. Im Fernsehen hatte er Hauptrollen in The Interceptor 2014 und in Chewing Gum von 2015 und 2017 als Partner der Figur von Michaela Coel. Weitere Theaterrollen folgten etwa 2017/2018 in A Lie of the Mind und Utility. In dem Musical Standing at the Sky’s Edge spielte er in der Weltpremiere in Sheffield von 2019, die einen UK Theatre Award gewann, und 2022/2023 in dem Revival in Sheffield und in dem Londoner National Theatre, dessen Produktion Laurence Olivier Awards gewann.

## Theaterauftritte (Auswahl)
- 2010–2011: La Bête (Comedy Theatre, London; Music Box Theater, New York City)
- 2011: Anna Christie (Donmar Warehouse)
- 2013: Brilliant Adventures (Royal Exchange, Manchester)
- 2013–2014: From Here to Eternity (Shaftesbury Theatre, London)
- 2014: Another Place (Theatre Royal, Plymouth)
- 2015: Plaques and Tangles (Royal Court Theatre, London)
- 2017: A Lie of Mind (Southwark Playhouse, London)
- 2018: Utility (Orange Tree Theatre, Richmond)
- 2019, 2022–2023: Standing at the Sky’s Edge (Crucible Theatre, Sheffield; National Theatre, London)

## Filmografie
- 2002: Coronation Street (Fernsehserie, 1 Episode)
- 2004: Heartbeat (Fernsehserie, 1 Episode)
- 2009: Plus One (Fernsehserie, 1 Episode)
- 2010: A Passionate Woman (Miniserie, 1 Episode)
- 2010: Doctors (Fernsehserie, 1 Episode)
- 2011: Lost Christmas (Spielfilm)
- 2011, 2013: Silent Witness (Fernsehserie, 3 Episoden)
- 2013: Unter Feinden – Walking with the Enemy (Walking with the Enemy, Spielfilm)
- 2014: The Interceptor (Fernsehserie, 8 Episoden)
- 2015–2017: Chewing Gum (Fernsehserie, 11 Episoden)
- 2016: Lovesick (Fernsehserie, 1 Episode)
- 2017: Vera – Ein ganz spezieller Fall (Vera, Fernsehserie, 1 Episode)
- 2017: George Gently – Der Unbestechliche (Inspector Gently, Fernsehserie, 1 Episode)
- 2020: Death in Paradise (Fernsehserie, 1 Episode)
- 2020–2021: Holby City (Fernsehserie, 4 Episoden)
- 2021: Finding Alice (Fernsehserie, 4 Episoden)
- 2022: Anne (Miniserie, 1 Episode)
- 2022: Killing Eve (Fernsehserie, 1 Episode)
- 2022: Chivalry (Fernsehserie, 4 Episoden)
- 2022: Pistol (Miniserie, 1 Episode)
- 2024: Mary & George (Miniserie, 1 Episode)
- 2024: Dalgliesh (Fernsehserie, 2 Episoden)

## Auszeichnungen und Nominierungen
- 2013 Manchester Theatre Awards: Auszeichnung für Beste Studio-Performance in Brilliant Adventures[8]
- 2014 Whatsonstage awards: Nominierung als Bester Schauspieler in einem Musical für From Here to Eternity